# Phương Liêu

Vị trí tại Bình Đông

Phương Liêu (tiếng Trung: 枋寮鄉; bính âm: Fāngliáo Xiāng) là một hương (xã) của huyện Bình Đông, tỉnh Đài Loan, Trung Hoa Dân Quốc (Đài Loan). Phương Liêu thuộc vùng đồng bằng Bình Đông và bán đảo Hằng Xuân, kinh tế dựa trên lĩnh vực nông nghiệp. Diện tích của Phương Liêu là 57,7347 km², dân số vào tháng 8 năm 2011 là 26.331 người thuộc 8.503 hộ gia đình, mật độ cư trú đạt 456,1 người/km²